# دژونوو
دژونوو (به لهستانی:  Drzonów) یک روستا در لهستان است که در گمینا شویدنگتسا (استان لوبوسکی) واقع شده‌است.